# Ricardo Richon Brunet
Ricardo Luis Jorge Richon Brunet (* 1866 in Paris; † 28. April 1946 in Santiago de Chile) war ein chilenischer Maler und Kunstkritiker.

## Leben
Richon begann seine Ausbildung an der Beaux-Arts de Paris und war dann gemeinsam mit José Tomás Errázuriz und Enrique Lynch Schüler von Jean-Léon Gérôme, Henri Gervex und Fernand Humbert. Vom Werk Edouard Manets beeindruckt nahm er an den von Joseph Meissonnier und Pierre Puvis de Chavannes veranstalteten Malkursen teil.
Er erhielt dann ein Stipendium für einen Studienaufenthalt in Südspanien, wo er eine Reihe von Gemälden mit Themen aus Sevilla malte und seine Frau Rosa Ruiz Olavarría, eine Schwester des chilenischen Botschafters in Spanien, kennenlernte. Ende der 1890er Jahre übersiedelte er nach Chile, und ab 1900 lebte er in Santiago.
Von 1903 bis 1905 war er Direktor, von 1913 bis 1928 stellvertretender Direktor der Escuela de Bella Artes in Santiago. 1910 leitete er als Generalsekretär die Internationale Ausstellung aus Anlass des 100. Jahrestages der Unabhängigkeit Chiles und eröffnete den Palacio de Bellas Artes. Außerdem war Richon ständiges Mitglied der  Sociedad de Bellas Artes.
Für die Zeitung El Mercurio und die Revue Revista verfasste Richon Kunstkritiken, in denen er sich für die Förderung etablierter und die Unterstützung junger chilenischer Künstler einsetzte. Er schrieb Texte für Kataloge und verfasste Schriften wie Cien años de arte en Chile, Pedro Lira, patriarca del arte nacional (1919) und Monvoisin. Weiterhin wirkte er als Illustrator für das El Pacífico Magazine und künstlerischer Leiter der Zeitschrift Zig-Zag. 

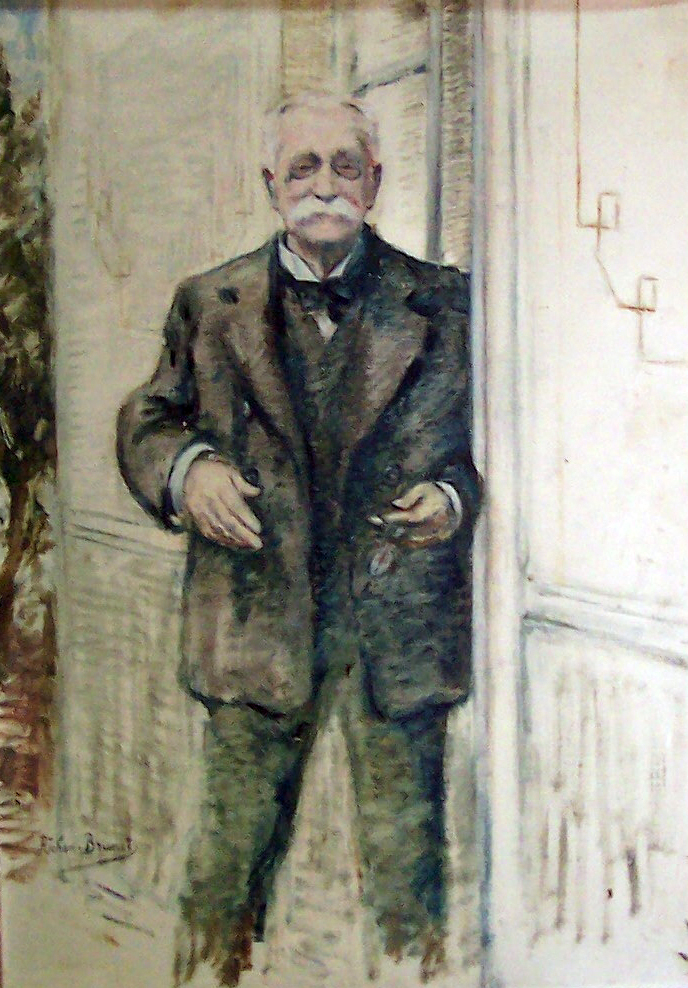
Ricardo Richon Brunet: Eusebio Lillo

Sein künstlerisches Werk ist überwiegend der naturalistischen Landschaftsmalerei und Genremalerei zuzuordnen. Werke Richons finden sich in den Sammlungen mehrere chilenischer Museen, darunter des Museo Nacional de Bellas Artes, außerdem des Museums im baskischen Tolosa und des Nationalmuseums für Geschichte und Kunst in Luxemburg.

## Werke
- Plaza de Sevilla
- Chilotes Pasando el Canal
- Boca del Maule
- Retrato de Marthe Ivonne Broquard Pillard
- Pescadores en Descanso
- Retrato de Enrique Lynch y su Hija
- La Barra del Maule
- Jugando Polo
- Niña con Muñeca
- Niña
- El Ciego